# Espiral de Ilusão
Espiral de Ilusão é o quarto álbum de estúdio do rapper brasileiro Criolo, com produção de Daniel Ganjaman e Marcelo Cabral, lançado em 28 de abril de 2017. Foi eleito o 6º melhor disco brasileiro de 2017 pela revista Rolling Stone Brasil.
A capa do álbum foi criada pelo artista gráfico Elifas Andreato.

## Lista de faixas
| N.º | Título               | Duração |  |
| 1.  | "Lá Vem Você"        | 3:40    |  |
| 2.  | "Dilúvio de Solidão" | 2:38    |  |
| 3.  | "Menino Mimado"      | 3:48    |  |
| 4.  | "Nas Águas"          | 3:56    |  |
| 5.  | "Filha do Maneco"    | 1:45    |  |
| 6.  | "Espiral de Ilusão"  | 3:41    |  |
| 7.  | "Calçada"            | 3:27    |  |
| 8.  | "Boca Fofa"          | 2:20    |  |
| 9.  | "Hora da Decisão"    | 4:09    |  |
| 10. | "Cria de Favela"     | 2:51    |  |